# Milika Tuivanuavou
Milika Tuivanuavou (* 8. August 1990 in Suva) ist eine ehemalige Leichtathletin aus Fidschi, die im Dreisprung sowie im Kugelstoßen und im Diskuswurf an den Start ging und auch in anderen Disziplinen startete. Aktuell ist sie Inhaberin der Landesrekorde im Dreisprung und im Kugelstoßen und 2015 wurde sie Ozeanienmeisterin im Dreisprung und im Kugelstoßen sowie 2008 über 100 m Hürden und im Speerwurf.

## Sportliche Laufbahn
Erste Erfahrungen bei internationalen Meisterschaften sammelte Milika Tuivanuavou, die an der Fresno Pacific University in den Vereinigten Staaten studierte, im Jahr 2004, als sie bei den Ozeanienmeisterschaften in Townsville in 1:51,56 min die Silbermedaille mit der 4-mal-200-Meter-Staffel gewann. 2007 gewann sie bei den Südpazifikspielen in Apia in 14,71 s die Silbermedaille im 100-Meter-Hürdenlauf hinter Phœbé Wejieme aus Neukaledonien und im Jahr darauf siegte sie bei den Ozeanienmeisterschaften in Saipan in 16,22 s im Hürdensprint sowie mit einer Weite von 39,36 m im Speerwurf. Zudem sicherte sie sich mit der fidschianischen 4-mal-100-Meter-Staffel in 49,24 s die Silbermedaille hinter dem Team aus Papua-Neuguinea. 2013 brachte sie bei der Sommer-Universiade in Kasan im Dreisprung keinen gültigen Versuch zustande und anschließend siegte sie bei den Mini-Pazifikspielen mit 14,59 m im Kugelstoßen und sicherte sich im Weit- und Dreisprung jeweils die Silbermedaille. Zudem gewann sie mit 43,11 m die Bronzemedaille im Diskuswurf. 2015 siegte sie mit 12,29 m im Dreisprung bei den Ozeanienmeisterschaften in Cairns und siegte dort mit 14,35 m auch im Kugelstoßen. Anschließend siegte sie bei den Pazifikspielen in Port Moresby mit 14,59 m im Kugelstoßen und sicherte sich im Dreisprung mit 12,05 m die Silbermedaille hinter Rellie Kaputin aus Papua-Neuguinea. Im Jahr darauf beendete sie dann ihre aktive sportliche Karriere im Alter von 26 Jahren.

## Persönliche Bestleistungen
- 100 m Hürden: 15,75 s (+0,1 m/s), 21. Mai 2009 in Edwardsville
- Weitsprung: 5,93 m, 15. Februar 2013 in Marion
- Dreisprung: 12,86 m (−0,7 m/s), 13. April 2013 in Claremont (Landesrekord)
- Kugelstoßen: 14,73 m, 11. April 2015 in San Marcos (Landesrekord)
- Diskuswurf: 45,00 m, 30. März 2013 in Santa Barbara
- Speerwurf: 44,05 m, 27. Mai 2010 in Marion